# 山下倫範
山下 倫範（やました みちのり）は、日本の学者。高知県出身。立正大学名誉教授。前同大学データサイエンス学部データサイエンス学科（実験数学研究室）教授。公益社団法人パーソナルコンピュータユーザ利用技術協会元常任理事。特定非営利活動法人パーソナルコンピュータ利用技術学会元会長。国際ICT利用研究機構代表理事。

## 略歴
- 1977年 上智大学理工学部数学科卒業、高校･大学は茶道部（裏千家）｡
- 1982年 上智大学大学院理工学研究科博士後期課程（数学専攻、指導教授：河田敬義、森田紀一）満期退学
- 1982年 産業能率大学システム開発研究所 研究員
- 1984年 産業能率短期大学 専任講師
- 1989年 立正大学教養部 専任講師
- 1990年 立正大学教養部 助教授
- 1995年 立正大学経営学部 教授
- 1998年 立正大学地球環境科学部 教授
- 2021年 立正大学データサイエンス学部 教授
- 2024年 立正大学データサイエンス学部 特任教授
- 2025年 立正大学 名誉教授

## 賞罰
- 2006年（平成18年） 9月 第12回 情報文化学会学会賞を協同受賞（プロジェクト代表）

```
　　　　　　　　　　　　 受賞プロジェクト：バーチャルリアリティによる遠隔教育と教育的空間構築
```

- 2022年（令和4年） 5月  大学ICT推進協議会2021年度年次大会優秀論文賞（共同）

```
　　　　　　　　　　　　 受賞題目：大学におけるオンライン教育による学びの多様化と問題点
```

## 主な活動

### 学会
- 1973年 - 1984年 （社）日本数学会 会員(No.4798)
- 1987年 - （社）日本数学会 会員（再入会）(No.6920)
- 1989年 - 1990年  日本マイコンクラブ 編集委員会委員
- 1989年 - 1990年 日本マイコンクラブ 調査研究委員会委員
- 1991年 - 2006年 （公社）パーソナルコンピュータユーザ利用技術協会 情報編集委員会委員
- 1991年 - 2002年 （公社）パーソナルコンピュータユーザ利用技術協会 調査研究委員会委員
- 1992年 - CAI学会（現・教育システム情報学会） 会員
- 1993年 - 1994年 情報文化学会 評議員
- 1993年 - 1996年 情報文化学会 事務局長
- 1995年 - 2017年　情報文化学会 理事
- 2002年 - 2022年　ゲーム学会 理事
- 2003年 - 2006年 （公社）パーソナルコンピュータユーザ利用技術協会 調査研究委員会委員長
- 2003年 - 2006年 （公社）パーソナルコンピュータユーザ利用技術協会 理事
- 2003年 - 2006年 （公社）パーソナルコンピュータユーザ利用技術協会 研究集会運営委員長
- 2003年 - 2006年 （公社）パーソナルコンピュータユーザ利用技術協会 常任理事
- 2006年 - 2016年 NPO法人 パーソナルコンピュータ利用技術学会 会長
- 2006年 - 2016年 NPO法人 パーソナルコンピュータ利用技術学会 常任理事
- 2006年 - 情報文化学会 全国大会プログラム委員長
- 2006年 -NPO法人 建設教育研究推進機構 理事
- 2016年 - （社）国際ICT利用研究機構　代表理事
- 2016年 - 国際ICT利用研究学会　会長
- 2018年 - 情報文化学会 評議員
- 2022年 - ゲーム学会 評議員
- 2025年 - （社）日本数学会 終身会員

### 学内委員
- 2004年 - 2006年  情報メディアセンター 副センター長
- 2007年 - 2009年  情報メディアセンター センター長
- 2016年 - 2019年　情報環境基盤センター センター長

## 主な著作リスト
- 沢田晃、狩野正信、山下倫範 ：『TSSによるプログラミング演習』、共立出版、1986.10
- 山下倫範、野海正俊、友永昌治 ：『COBOL/SAS/muMATH活用法－MS‐DOSと事務・統計・数式』 、共立出版、1986.12
- ソフトウエア科学研究会（山下倫範編著，青木一雄、秋山守男、大須賀昭彦、大野春雄、高林茂樹、竹本宜弘、時國修、松井千秋、守谷良二著） ： 『コンピュータへの誘い』、日本理工出版会、1990.3
- L.ラーダ，R.D.ネルソン（山下倫範監訳、永田清、中原陽一、角田牧訳） ： 『パソコンで解く数学パズル』、海文堂出版、1992.11
- 笹倉淳史、山下倫範、杉原敏夫、柴田正憲 ： 『関連知識問題の解き方』、オーム社、1992.11
- 岡本敏雄、真田克彦、竹本宜弘編（青木一雄、上山俊幸、中村紘司、山下倫範著） ： 『コンピュータ利用の統計学』、近代科学社、1992.12
- 山下倫範、柴木恒一 ： 『経営情報科学入門（1）』、日本理工出版会、1996.11
- パーソナルコンピュータ利用技術学会監修、山下倫範、上山俊幸、木川裕、福田真規夫、南憲一 ： 『経営情報論』、日科技連出版社、2007.2
- パーソナルコンピュータ利用技術学会監修、山下倫範、上山俊幸、神保雅人、福田真規夫、南憲一 ： 『教科書ICT』、日科技連出版社、2008.3
- 立正大学地球環境科学部環境システム学科編 ：『環境のサイエンスを学ぼう』（分担執筆）、丸善プラネット、2011.12
- 立正大学地球環境科学部環境システム学科編 ：『環境のサイエンスを学ぼう　正しい実験・実習を行うために－野外調査/室内実験/機器分析/データ処理 』、第2版、分担執筆）、丸善プラネット、2016.4